# Ministerium für Infrastruktur und Landesplanung des Landes Brandenburg
Das Ministerium für Infrastruktur und Landesplanung des Landes Brandenburg (MIL) ist das Bau- und Verkehrsministerium des Landes Brandenburg mit Sitz in Potsdam und eines seiner neun Ministerien.

## Leitung
Seit dem 11. Dezember 2024 ist Detlef Tabbert (BSW) Minister im Kabinett Woidke IV, Staatssekretärin ist seit dem 11. Dezember 2024 Ina Bartmann.

## Geschichte
In der 1945 gebildeten ersten Regierung der damaligen Provinz Brandenburg (Kabinett Steinhoff I) existierten noch keine Ministerien. Für Verkehr war der 2. Vizepräsident Edwin Hoernle zuständig, der noch 1945 von Heinrich Rau abgelöst wurde. Ab der 1946 folgenden Regierung war das Verkehrsressort bis zur Auflösung des Landes Brandenburg 1952 dem Wirtschaftsministerium zugeordnet.
Zur Wiedergründung des Landes Brandenburg im Jahr 1990 wurde das Ministerium für Stadtentwicklung, Wohnen und Verkehr neu eingerichtet. 2004 wurde es zu Ministerium für Infrastruktur und Raumordnung umbenannt. Von 2009 bis 2014 war dem Ministerium zudem der Bereich „Landwirtschaft“ zugeordnet, welchen es vom Umweltministerium erhielt und auch wieder dorthin abgab. Dabei firmierte es als Ministerium für Infrastruktur und Landwirtschaft. Seit 2014 trägt es seinen heutigen Namen.

## Aufgaben und Organisation
Das Ministerium gliedert sich in folgende Abteilungen:
- Abteilung 1: Grundsatzangelegenheiten des Ministeriums, Koordination
- Abteilung 2: Stadtentwicklung und Wohnen
- Abteilung GL: Gemeinsame Landesplanungsabteilung Berlin-Brandenburg
- Abteilung 4: Verkehr

## Nachgeordnete Behörden
Dem Ministerium sind folgende Einrichtungen nachgeordnet:
- Landesoberbehörden
  - Landesamt für Bauen und Verkehr (LBV), Hoppegarten
- Landesbetriebe
  - Landesbetrieb Straßenwesen (LS), Hoppegarten

## Staatssekretäre im Ministerium
- 1990–1999: Horst Gräf
- 1999–2004: Clemens Appel
- 2004–2006: Reinhold Dellmann
- 2006–2007: Dorette König
- 2008–2009: Rainer Bretschneider
- 2009–2010: Jörg Vogelsänger
- 2010–2013: Rainer Bretschneider
- 2013–2014: Kathrin Schneider
- 2014–2016: Katrin Lange
- 2016–2019: Ines Jesse
- 2019–2023: Rainer Genilke
- 2023–2024: Uwe Schüler
- seit 2024: Ina Bartmann